# 多数无知

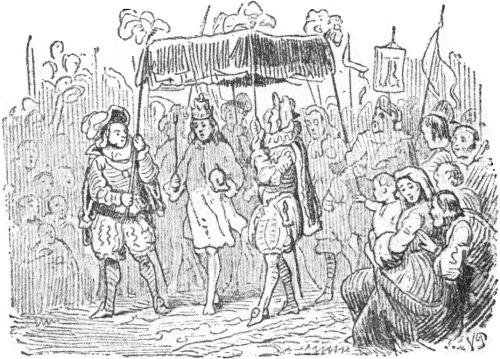
国王的新衣是多數無知的一個例子

多數無知（英語：Pluralistic ignorance），又稱人眾無知、多元無知、群體錯覺，是一個社會心理學術語。其產生原因常發生於個人誤解群體社會規範，試圖跟隨所感知的規則而非實際的規則。意指人們儘管內心不認同或對一類行為或規則表示疑惑，卻因錯誤地認知團體內每個人都同意此看法，從而也受此行為或規則制約。
此術語於1931年由佛洛伊德·奧爾波特(Floyd H. Allport) 、其學生丹尼爾·卡茨(Daniel Katz) 和理查德·L·尚克(Richard L. Schanck)所創造。人們遵循被認為是多數人的意見或為大多數人所支持的行為模式，儘管它可能實際上不為大眾心裡所支持，而真正支持的僅屬少數。此術語可用以解釋為何遇到緊急狀況時，明明周圍人愈多，應對時間卻越慢的狀況及部分社會問題的原因。

## 定義
多元無知理論主要描述了四種非獨立現象。
一、群體成員感知到某種社會規範或行為的存在，儘管對之不抱有好感，但認為其他群體成員接受它。
二、為了避免負面社會性後果，成員改變其表達的態度或行為，以吻合或遵守感知到的群體規範。
三、個人認為其他人的行為符合他們(其他人的)的個人想法或態度，此想法之歸因是人們形成多元無知現象之主要成因。
四、個人的信念、想法及隨後的行為對感知到的群體規範可以經過調整或推翻。

而多元無知現象的成因亦可歸結為下列三點：
1. 恐懼：若團體中的每位成員均害怕受到其他成員排斥或是形成刻板印象並對此感到焦慮，則若其相信周圍的每個人相信的理念或教條與己不同，則會感到寡不敵眾，同時害怕分享自己的想法。恐懼是多元無知普遍化的關鍵原因之一。
2. 尷尬或缺乏溝通：在人際關係中，缺乏有效溝通是多元無知出現的必要條件：人們公開交流彼此真正的想法時，即否定了多元無知現象存在的可能。然而，若不信任的氣氛持續存在，人們可能會更傾向謹慎行事。多元無知最常見的情況是，人們相信對尷尬的恐懼是他們自己行為的充分原因，但不是他人行為的充分原因。[4]
3. 社會期望或社交抑制：多元無知是一種明顯的認知失調形式。[7]許多情況下，簡單的誤解可能會隨時間發展成對整個社會的根深蒂固的信念，進而為自身的誤解或既有的社會期望、社交抑制現象所挾制。例如研究表明，當其他男性明確談論他們的性行為時，多数男性會感到不舒服，但他們拒絕說出這一點，因為他們認為自己會成為表達這種不舒服的少數人。

多數無知現象可證明阿比林悖論(Abilene paradox)的成立：人們會為了順從(自身認為的)別人遵守的自我認知之團體思維，進而做出違心之舉，最後導致該團體思維實際上並非團隊成員所支持的觀點或論點。阿比林悖論是多數無知現象的成因之一，另外，多數無知的成因也與從眾效應(羊群效應)相關。差別為從眾效應前提是人們接受一種超出其個人經驗範圍，無法直接觀察到的現象，因此以團隊自己的態度和偏好形成的參考點，從而將其具體化為社會事實。這種「鏡像作用」(looking-glass effect)可能導致大眾輿論的扭曲認知。然而，從眾效應僅說明多數無知的結果，即人們做出跟隨大眾行為，與多數無知的原因並無相關性。且從眾效應的結果並非只導向多數無知的社會現象，也有可能導致完全相反的錯誤共識效應。可得從眾效應亦是多數無知的必要條件，然多數無知僅為從眾效應的充分條件。
另一與多元無知具高相關性的社會心理學術語是沉默螺旋。個人將社會環境視為意見和行動的線索之一，具有明顯支持者的意見似乎比實際上更被廣泛接受。力量的外表變成了自我實現的預言；認為自己為多數的人更願意發表意見，而認為自己在少數的人則更有動機保持沉默。若每個人都認為自己的觀點為少數，沉默螺旋則容易加深多數無知現象，縱使個人心裡所想與集體行為不一致，受沉默螺旋現象影響的默認表現反加深了資訊的不流通，並反饋予多數無知的原因本身(即大家都認為此事為真)。

## 與其他心理學現象之比較

##### 團體迷思(groupthink)
團體迷思指一群人之共同的觀點、意見或信念，但並非完全基於客觀現實。因他們共同的觀點具主觀成分，因此他們需要堅持那些觀點是不證自明的正確，讓所有人都能「有共識地」肯定它。他們的信念讓他們成為「群內」(ingroup)，並認為所有與信念相反的證據與不贊同他們信念者的看法，都可以無視。故他們無法與任何不贊同的人進行嚴肅的對話或辯論。相比於多數無知，團體迷思現象中眾人皆了解彼此所想，其擁護的觀念和其行為是一致的(儘管其觀念或遵循的社會規範未必客觀、真實)，和多數無知(個人以為了解對方所想，所想和與行為不一致)有本質上的區別。

##### 湯瑪斯定理(Thomas theorem)
由威廉·艾薩克·托馬斯、多蘿西·斯溫·托馬斯於1928年提出。指涉「若人們將情況定義為真，那麼它們的後果也將為真。」即人們對事物的定義會影響人們之後的行為模式。在多數無知理論中，人們感知錯誤的團隊社會規範並令其為真，故而依循此規則(儘管違心)，導致自身認知出現改變的情況，亦為從眾現象的例證之一。相比多數無知理論，湯瑪斯定理更關注於從眾行為後人們的想法變化，而非行為本身。

##### 錯誤共識效應(False consensus effect)
當人們傾向於認為自己的觀點、信念、屬性或行為比實際情況更廣泛地被分享、為他人所支持時，即稱為錯誤共識效應，為一種已被充分證實的現象，通常歸因於人們希望將自己的想法和行為視為適當、正常和正確的。多數無知與錯誤共識效應相關但不同。多數無知模型中，大多數群體成員私下反對某種觀點，但假設大多數其他人接受它，從而為大多數人可能不喜歡的規範提供支持。

## 相關研究

##### 拉塔內(Latane)和達利(Darley)的煙霧實驗
實驗人員將實驗場景依照人員數分成十一組，第一組受試者僅一名學生受試者獨自一人在房間內，第二組則有一名受試者加一位對煙霧毫無反應的受試者(研究人員假扮)，以此類推至第十一組。
研究人員請學生填寫表格時，煙霧開始通過牆上的小通風口進入房間。四分鐘後，煙霧足以遮擋視線並干擾呼吸。達利和拉塔內研究了學生在兩種不同條件下對煙霧的反應。若受試者隻身一人在房間中(第一組受試者)，其觀察、調查煙霧的情形較其他組更為仔細。在多人組實驗中，研究人員假扮的受試者們看到煙霧進入房間時只會抬頭看一眼，短暫地凝視，聳聳肩，然後繼續填寫表格。如果被真正的受試者問及此事，他們只會說「我不知道」。據達利與拉塔內的說法，十名受試者中只有一名主動向實驗人員回報煙霧，其他九名受試者在房間中待了整整六分鐘，做著問卷，揮舞著臉上的煙霧。他們咳嗽、揉眼睛、打開窗戶，但沒有報告煙霧。
在人數較多的情況下，人們傾向觀察身邊的其他人的表現，且人們具有表現出不慌張形象的趨勢(可能因文化習俗不同而有所不同，仍待考證)，故人們在觀察其他人皆未動作後，降低向研究人員主動報案的傾向，儘管與之內心想法不吻合。

##### 大學生酗酒習慣與多數無知之關聯
此實驗由普倫蒂斯(Prentice)和米勒(Miller)於1993年設計。大一新生參與了在校園的第二週舉行的兩種不同類型的有關酒精使用的討論小組之一。在討論前後立即進行的簡短問卷調查涵蓋了學生的人口特徵、對校園酒精使用的態度和信仰，以及對負面評價的擔憂。四到六個月後，參與者完成第三份問卷，再次評估了他們對校園酒精使用的態度和信仰，還包括有關他們自己飲酒行為的問題。
普倫蒂斯和米勒將此次考察分為四個階段性研究：第一項研究調查發現，學生認為他們比一般學生更對校園飲酒行為感到不舒服。(即學生對校園飲酒行為並無偏好，但認為一般學生都對校園飲酒感興趣)，進而展開第二個研究，研究結果則說明上述現象包含感知到的自我與他人的差異外，其根源建立在對其朋友(或人際間)的相互尊重上。第三和第四項研究則探討長期下不同性別學生態度的推移及此現象與校園環境之因果關係。所有研究都發現了多元化無知的廣泛證據。

##### 衡量多數無知程度
劃定一群體之多元無知的狀況、程度可以透過詢問成員個人對某個主題的個人態度和信念，同時詢問他們認為一般群體對同一主題的態度或信念是什麼來衡量。接下來，研究人員可以透過對代表整個群體的樣本中個別成員的所有態度進行平均來編制實際的群體態度。如果對某些信念或行為有多數無知的狀況產生，則實際的群體態度將與參與者所報告的平均群體態度或感知的規範顯著不同。

## 經典案例及影響

##### 國王的新衣
漢斯·克里斯蒂安·安徒生的童話故事《國王的新衣》是一個著名的虛構多元無知案例。在這個故事中，兩名騙子來到王國，向國王供稱他們能製作全國最好的衣服，只有那些不愚蠢的人才能看得見。多數無知現象由此產生，儘管每個人都沒看到國王的衣服，卻也不想承認自己是愚蠢的，同時也認為別人看得到國王的新衣，才會出現之後假裝自己看得到新衣的行為。然別人其實也在觀察大眾的反饋以決定自己的反應，呈現所有人均受到多數無知現象影響，隱藏自己真實想法並試圖跟隨所感知的規則。
藉著多數無知現象，這兩名騙子繼續偷取財物或珍品藉口用於獨特創作，直到最後一個小孩道破皇帝身上一絲不掛的事實，多數無知現象才被破除，皇帝和城裡的人終於承認皇帝被欺騙了，兩個騙子根本就沒有製作任何衣服。

##### 戀愛關係與人際交往
人際關係的建立及戀愛關係的確立與維持有時也會受多數無知現象影響。若無法確認對方的想法，人們容易下意識地觀察另一方或其他人對此事的表態決定自身如何應對。如兩方皆欲發展戀愛關係，然雙方都認為對方比自己更勇於踏出第一步追求，最後的結果為兩方都未追求，也未能建立戀愛關係。戀愛關係及人際關係在此種情況下表現出之行為容易受多數無知現象影響，可能使偏見、誤解、誤會加深，或者試圖(自認為)迎合對方反導致關係破裂。彼此的坦誠與相互了解能避免關係的挽回與建立。

##### 社會功能失調
人的社會角色常受他人影響左右。如護士若觀察其他同事沒有承認或表現出工作的壓力，多元無知現象可能阻止護士承認他們工作的壓力。以上論述適用於其他團體中人們社會角色的表現，如阻止防衛人員對囚犯表達同情、阻止企業董事會成員承認對公司企業策略的擔憂、阻止普通市民表達對政府外交政策的擔憂。這種現象可能會蔓延到整個社會，以至於大多數人因為他們堅持自己的信念，反而認為自己是少數。

##### 學習效果降低
在課堂中，老師試圖詢問學生對題目是否要提出疑問，縱使沒有學生舉手發問，不代表所有人都對此題沒有疑問。學生可能受同儕壓力、多數無知現象影響，在其餘人未有反應下，舉手發問可能使自己顯得較為愚蠢，故而在每個人都這樣想的情況下，最後沒有人舉手發問，因為他們觀察到的結果是其他同學都對題目沒有問題。另外，也有研究顯示，多數無知可能對學生在學校的學習成效造成影響，如學生可能低估同儕學習的時間(故而投入較少時間在學習上)，其考試表現與低估的幅度、對自身想法的感知皆有關聯存在。研究指出簡短的課堂介入可能有助於消除多數無知現象。

##### 氣候變遷及防制
以氣候變遷議題為例，最近的《歐洲晴雨表》顯示，92% 的歐洲公民認為氣候變遷是一個嚴重問題，其中74% 的人認為這是一個非常嚴重問題；同樣，耶魯大學氣候變遷交流計畫和喬治梅森大學氣候變遷交流中心發布的一份更新鮮的報告顯示，73% 的人的美國登記選民、98%的中國人認為全球暖化正在發生，可見生活在地球上一些碳排放量最高地區的大多數人都認為氣候變遷是真實存在的。然研究顯示人們常低估他人對氣候變遷的在乎程度，認為自身無須作為，令環保行動的落實遙遙無期。
其原因推測有三種可能，其中一種可能便指向多數無知現象。人們儘管意識到他們的生活方式是不可持續的，但透過觀察其他人的行為模式可能錯誤的推斷出大多數人認為這種做法是可以接受的。

##### 旁觀者效應
最著名的案例是凱蒂·吉諾維斯謀殺案(Murder of Kitty Genovese) 犯罪現場的目擊證人眾多卻未有一人報警。人們錯誤地認為別人認為不需大驚小怪，或別人已經報警，故而也跟隨大眾的反應選擇漠視，構成多數無知現象的要素。最後直到三十分鐘後才由一位鄰人報警，且據他自述他對於是否該報警已猶豫許久。此情況也可以解釋有人發生意外時目擊者越多不代表救助效率越高，多數無知現象的產生可能阻礙社會救助力量，彼此之間錯誤地猜測可能加深人際隔閡與互動障礙。